# Aprepitant
Aprepitant (Handelsname: Emend; Hersteller: MSD Sharp & Dohme) ist ein Arzneistoff aus der Gruppe der Neurokinin-1-Rezeptor-Antagonisten (NK1-Rezeptorantagonisten), der als Antiemetikum zur Verhütung von akuter und verzögerter Übelkeit und Erbrechen bei hoch emetogener Chemotherapie eingesetzt wird.

## Klinische Angaben

### Anwendungsgebiete (Indikationen)
Aprepitant ist zur Prävention von Übelkeit und Erbrechen nach einer Chemotherapie und nach Operationen (Postoperative Übelkeit und Erbrechen, PONV) zugelassen. Hierbei wird Aprepitant oft in Kombination mit 5-HT3-Antagonisten und Glukokortikoiden eingesetzt, da es offiziell nur in Kombination mit diesen Substanzen zugelassen ist. Aprepitant ist in Form von Hartkapseln mit 40 mg (PONV), 80 und 125 mg (Chemotherapie) sowie in intravenöser Form (Handelsname Ivemend) erhältlich.
Aktuell wird in Studien der Einsatz bei akutem COVID-19 zur Minderung des Zytokinsturms untersucht. Einzelfallberichte gibt es außerdem zum erfolgreichen Off-label-Einsatz bei Long COVID.

### Nebenwirkungen
Zu den unerwünschten Nebenwirkungen zählen Unwohlsein, Appetitlosigkeit, Müdigkeit, Kopfschmerzen, Leberwerterhöhung.

### Kontraindikationen
Aprepitant darf nicht bei bekannter Überempfindlichkeit gegen den Wirkstoff gegeben werden. Auch während einer Schwangerschaft darf es nicht eingenommen werden. In der Stillzeit wird eine Behandlung mit Aprepitant nicht empfohlen.

### Wechselwirkungen mit anderen Medikamenten
Aprepitant zeigt eine Reihe von Wechselwirkungen mit anderen Arzneimitteln, die bei der Anwendung zu beachten sind. Dabei sind insbesondere Arzneimittel problematisch, die ebenfalls über CYP3A4 verstoffwechselt werden, bzw. diese inhibieren oder induzieren. Beispielsweise soll Aprepitant nicht in Kombination mit Terfenadin gegeben werden.

## Pharmakologische Eigenschaften

### Wirkungsmechanismus (Pharmakodynamik)
Aprepitant wirkt als Antagonist des Neurokinin-Rezeptors NK1, indem es die Bindung des natürlichen Liganden für NK1, Substanz P, verhindert. Die Bindung von Substanz P an den NK1-Rezeptor, der auf Zellen im Brechzentrum im Hirnstamm lokalisiert ist, löst den Brechreiz aus; dies wird durch Aprepitant reduziert.
Neben Aprepitant existiert mit dem Arzneistoff Fosaprepitant, einer Prodrug von Aprepitant, eine weitere Substanz mit diesem Wirkungsmechanismus. Fosaprepitant ist in Arzneimitteln unter dem Handelsnamen Ivemend zur Anwendung durch Infusion zugelassen.

### Aufnahme und Verteilung im Körper (Pharmakokinetik)
Aprepitant wird vor allem über Cytochrom CYP3A4 metabolisiert. Dabei ist der Arzneistoff zugleich moderater Inhibitor und Induktor des Cytochroms.